# Elvis Is Back!
Albums de Elvis Presley
50,000,000 Elvis Fans Can't Be Wrong
(1959) G.I. Blues
(1960)
Elvis Is Back! est le quatrième album studio du chanteur américain de rock 'n' roll Elvis Presley. Il est sorti 1960 sur le label RCA Victor.
Il s'agit du premier album enregistré et sorti par le chanteur après la fin de son service militaire en Allemagne. Il marque un virage vers un son plus pop qui s'éloigne de ses racines rock 'n' roll, évolution qui se poursuit tout au long des années 1960. À sa sortie, Elvis Is Back! se classe no 2 des ventes aux États-Unis et s'attire des critiques variées, mais avec le recul, il est couramment considéré comme l'un de ses meilleurs disques.

## Histoire

### Contexte
Le 8 janvier 1957, peu après son troisième et dernier passage au Ed Sullivan Show, Elvis Presley reçoit un courrier du bureau de conscription de Memphis qui lui annonce qu'il est apte à accomplir son service militaire et doit s'attendre à être appelé sous les drapeaux avant la fin de l'année. Au cours de l'année, il décroche trois nos 1 avec les singles Too Much, All Shook Up et (Let Me Be Your) Teddy Bear et apparaît dans deux films à succès, Amour frénétique et Le Rock du bagne. Sa convocation arrive le 20 décembre, mais il obtient une dérogation pour terminer le tournage du film Bagarres au King Créole et ce n'est que le 24 mars 1958 que son service militaire débute.
Durant son entraînement à Fort Hood, au Texas, le chanteur exprime ses craintes sur son avenir professionnel après le service militaire, qui va l'éloigner pendant deux ans des studios et de son public. Une fois son entraînement terminé, il rejoint la 3e division blindée à Friedberg, en Allemagne de l'Ouest, le 1er octobre 1958. Les médias se font l'écho de ses craintes, mais Steve Sholes (en) (producteur chez RCA Victor) et Freddy Bienstock (en) (représentant de la maison d'édition Hill & Range (en)) ont anticipé le problème et parviennent à maintenir un flot continu de nouveaux disques de Presley malgré son absence, en puisant dans ses enregistrements inédits. C'est ainsi que dix de ses singles se classent dans le Top 40 au cours de ces deux années, parmi lesquels Wear My Ring Around Your Neck  (no 2), Hard Headed Woman (no 1) et One Night  (no 4) en 1958, puis (Now and Then There's) A Fool Such as I (no 2) et A Big Hunk o' Love (no 1) en 1959. Sa maison de disques RCA Victor publie quatre compilations d'anciennes chansons durant cette période, dont Elvis' Golden Records et 50,000,000 Elvis Fans Can't Be Wrong.
Pendant les derniers mois de son service militaire, Elvis Presley commence à réfléchir à la manière dont il compte poursuivre sa carrière et aux chansons qu'il souhaite enregistrer à son retour aux États-Unis, parmi lesquelles Solider Boy des Four Fellows (en), I Will Be Home Again (en) du Golden Gate Quartet, Such a Night des Drifters ou encore Like a Baby (en) de Jesse Stone. Son ami Charlie Hodge (en) lui apprend des techniques de respiration pour améliorer sa voix. Le chanteur s'entraîne sur des morceaux comme I Believe et Unchained Melody de Roy Hamilton, la ballade traditionnelle irlandaise Danny Boy (en) ou There's No Tomorrow de Tony Martin, adaptation en anglais de la chanson d'amour napolitaine 'O sole mio. Il étudie aussi le phrasé de groupes vocaux tels que les Ink Spots ou les Mills Brothers. À la fin de son service militaire, sa tessiture s'est ainsi agrandie d'une octave.
Rentré aux États-Unis le 2 mars 1960, le chanteur est rendu à la vie civile le 5. Durant son absence, son imprésario, le colonel Parker, a renégocié son contrat avec RCA Victor et obtenu un meilleur cachet du producteur Hal B. Wallis. De son côté, Bienstock a passé commande de paroles en anglais pour 'O sole mio, dont la mélodie est dans le domaine public.

### Enregistrement

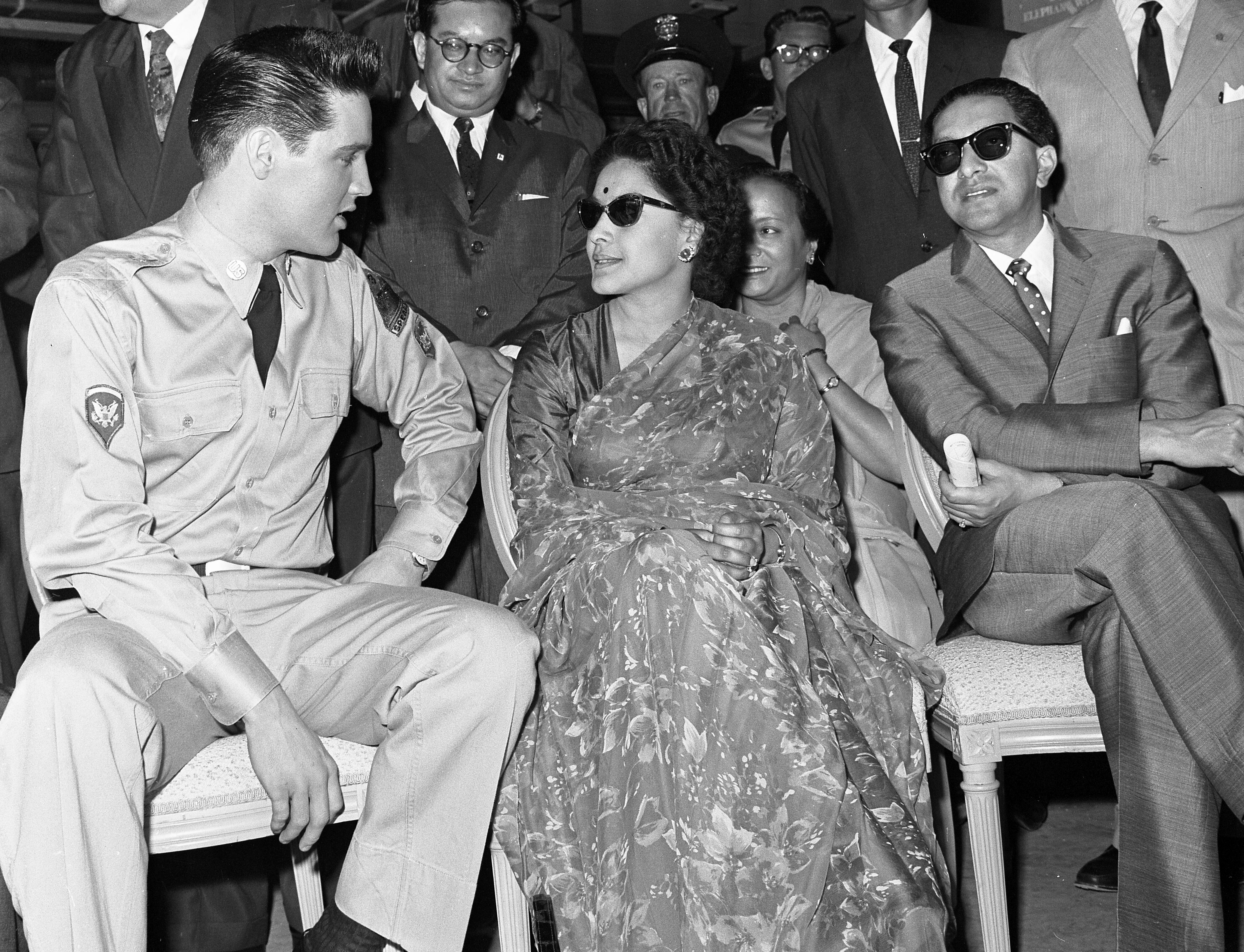
Elvis Presley en mai 1960 avec la reine Ratna et le roi Mahendra du Népal.

Un autocar Greyhound affrété par le colonel Parker conduit Elvis Presley et son entourage de Memphis à Nashville le 20 mars 1960. Les musiciens de studio qui doivent accompagner le chanteur sont le guitariste Scotty Moore, le batteur D. J. Fontana, le pianiste Floyd Cramer, le guitariste Hank Garland (en), le bassiste Bob Moore (en), le percussionniste Buddy Harman (en) et les Jordanaires. Le premier bassiste de Presley, Bill Black, décline l'invitation, ayant rencontré le succès avec son propre groupe, le Bill Black Combo. Pour que les fans du chanteur ne perturbent pas les séances, les musiciens sont invités au prétexte d'accompagner Jim Reeves. Outre Steve Sholes et Bill Bullock, producteurs exécutifs chez RCA Victor, les séances sont chapeautées par le colonel Parker, son assistant Tom Diskin, le responsable A&R Chet Atkins, l'ingénieur du son Bill Porter (en) et Freddy Bienstock de Hill & Range.
Le studio B (en) de RCA à Nashville est fraîchement équipé d'un magnétophone à trois pistes neuf et Porter y fait installer des microphones Telefunken U-47 pour mieux capter la voix du chanteur. Cinq chansons sont enregistrées durant la séance du 20 mars : Make Me Know It d'Otis Blackwell, Soldier Boy, Stuck on You, Fame and Fortune et A Mess of Blues. Seules les deux premières, qui nécessitent respectivement 19 et 15 prises, figurent sur l'album. Le chanteur se rend ensuite à Miami pour tourner Welcome Home Elvis, une émission de variétés présentée par Frank Sinatra.
Une deuxième séance d'enregistrement prend place le 3 avril. Elle implique les mêmes musiciens que la première, ainsi que le saxophoniste Boots Randolph. La première chanson que Presley enregistre est Fever, avec un accompagnement réduit à la basse et la batterie. Il tente ensuite la nouvelle version traduite de 'O sole mio, It's Now or Never, mais sa voix le trahit à plusieurs reprises sur la coda de la chanson. Porter lui propose d'éditer les bandes pour obtenir l'effet désiré, mais le chanteur refuse et continue à essayer jusqu'à ce qu'il y arrive. C'est ensuite à Girl Next Door Went A-Walking (en) (en 10 prises) et Thrill of Your Love, puis Are You Lonesome Tonight? (qui ne figure pas sur l'album) et I Will Be Home Again. Pour la dernière chanson de la séance, Reconsider Baby (en) de Lowell Fulson, Presley interprète la partie de guitare principale sur sa Gibson Super 400 (en).

### Parution et accueil
Le 45 tours Stuck on You / Fame and Fortune, premier single d'Elvis Presley en stéréo, est publié le 23 mars 1960, deux jours seulement après avoir été enregistré. Avec 1,4 million de préventes, il se classe en tête du hit-parade américain à la fin du mois d'avril,.
L'album Elvis Is Back! sort le 8 avril en mono et en stéréo ; il s'agit du premier album du chanteur à sortir en stéréo. Il se classe no 2 des ventes aux États-Unis et no 1 au Royaume-Uni. Malgré ces bonnes positions, les résultats commerciaux sont décevants, avec moins de 300 000 exemplaires écoulés sur le sol américain. Il n'est certifié disque d'or (500 000 ventes) par la Recording Industry Association of America qu'en 1999. À sa sortie, il s'attire des critiques variées : Billboard lui réserve un accueil enthousiaste, tandis que le New York Times le juge « terne et médiocre ». Les magazines High Fidelity et Sound & Vision notent le changement de style de l'artiste, qu'ils trouvent peu à l'aise dans ses ballades.
Les critiques rétrospectives de Elvis Is Back! se montrent plus positives. Elles saluent la performance vocale d'Elvis Presley et son éclectisme musical. L'album est cité dans l'ouvrage de référence de Robert Dimery Les 1001 albums qu'il faut avoir écoutés dans sa vie.

## Caractéristiques musicales
Elvis Is Back! marque une évolution stylistique pour Elvis Presley dans une direction pop qu'il va continuer à suivre durant la majeure partie des années 1960. L'album inclut plusieurs ballades pop, mais aussi des morceaux de rock et de rhythm and blues. La voix du chanteur y apparaît plus profonde et ses performances plus sophistiquées, notamment grâce au matériel de pointe dont dispose le studio d'enregistrement.
Après Make Me Know It, l'album présente une reprise de Fever qui s'inspire fortement de la version de Peggy Lee, mais avec des claquements de doigts. Dans la version stéréo, chacun des deux percussionnistes est isolé dans un des canaux. Presley interprète The Girl of My Best Friends avec les chœurs doo-wop des Jordanaires, puis la ballade I Will Be Home Again en duo avec son ami Charlie Hodge. Le cinquième morceau, Dirty, Dirty Feeling, se distingue par ses sonorités rock et son humour satirique. Ses auteurs, Jerry Leiber et Mike Stoller, l'avaient proposée à l'origine pour la bande originale de Bagarres au King Creole. La première face du 33 tours s'achève avec Thrill of Your Love, une ballade dominée par le piano de Floyd Cramer.
La deuxième face débute sur Soldier Boy et son changement de clef sur le refrain, puis Such a Night qui accorde une place importante au saxophone de Boots Randolph. Le blues It Feels So Right se caractérise par sa guitare solo et son recours aux percussions. Le morceau suivant, Girl Next Door Went A-Walking, est enregistré sur la suggestion du guitariste Scotty Moore. Presley joue les parties de guitare solo des deux derniers morceaux de l'album, les rhythm and blues Like a Baby et Reconsider Baby. La seconde se distingue avec de longs solos de saxophone et de piano.

## Fiche technique

### Titres

#### Album original
| 1. | Make Me Know It                 | Otis Blackwell                                   | 1:58 |
| 2. | Fever                           | John Davenport, Eddie Cooley (en)                | 3:31 |
| 3. | The Girl of My Best Friend (en) | Beverly Ross (en), Sam Bobrick                   | 2:21 |
| 4. | I Will Be Home Again            | Bennie Benjamin (en), Raymond Leveen, Lou Singer | 2:33 |
| 5. | Dirty, Dirty Feeling            | Jerry Leiber, Mike Stoller                       | 1:35 |
| 6. | Thrill of Your Love (en)        | Stan Kesler (en)                                 | 2:59 |

| 7.  | Soldier Boy                   | David Jones, Theodore Williams Jr. | 3:04 |
| 8.  | Such a Night                  | Lincoln Chase (en)                 | 2:58 |
| 9.  | It Feels So Right             | Fred Wise (en), Ben Weisman (en)   | 2:09 |
| 10. | Girl Next Door Went A-Walking | Bill Rice (en), Thomas Wayne (en)  | 2:12 |
| 11. | Like a Baby (en)              | Jesse Stone                        | 2:38 |
| 12. | Reconsider Baby (en)          | Lowell Fulson                      | 3:39 |

#### Rééditions
La réédition CD de 1999 chez RCA inclut six titres supplémentaires :
| 13. | Stuck on You              | Aaron Schroeder, S. Leslie McFarland               | 2:18 |
| 14. | Fame and Fortune          | Fred Wise, Ben Weisman                             | 2:29 |
| 15. | Are You Lonesome Tonight? | Pamela Polland                                     | 3:39 |
| 16. | I Gotta Know (en)         | Paul Evans (en), Matt Williams                     | 3:10 |
| 17. | A Mess of Blues (en)      | Doc Pomus, Mort Shuman                             | 2:39 |
| 18. | It's Now or Never         | Eduardo di Capua, Aaron Schroeder, Wally Gold (en) | 3:14 |

La réédition CD de 2005 chez Follow That Dream inclut seize titres bonus et un deuxième CD de prises alternatives en studio. En 2011, Elvis Is Back! est encore réédité chez Legacy Recordings avec sept titres bonus et couplé avec un autre album de Presley, Something for Everybody.

### Musiciens
- Elvis Presley : chant, guitare acoustique
- Scotty Moore : guitare électrique
- Hank Garland (en) : guitare électrique, basse
- Floyd Cramer : piano
- Bob Moore (en) : contrebasse
- D. J. Fontana : batterie
- Buddy Harman (en) : batterie
- Boots Randolph : saxophone
- The Jordanaires : chœurs
- Charlie Hodge : chœurs sur I Will Be Home Again

### Classements et certifications
| Classement                    | Meilleure position |
| ----------------------------- | ------------------ |
| États-Unis (Billboard 200)    | 2                  |
| Royaume-Uni (UK Albums Chart) | 1                  |

| Pays              | Certification | Date            | Ventes certifiées |
| ----------------- | ------------- | --------------- | ----------------- |
| États-Unis (RIAA) | Or            | 15 juillet 1999 | 500 000           |